# 浅野延秋
浅野 延秋（あさの のぶあき、1901年（明治34年）11月10日 - 1969年）は、日本のバスケットボール選手・指導者。早稲田大学で最初の学生バスケットボールチームを組織し、大日本バスケットボール協会の設立に尽力した。

## 生涯
山梨県中巨摩郡落合村（現在の南アルプス市）出身。郷里の小学校を卒業後、成城中学に入学。成城中学はいち早くバスケットボールを受容していた中等学校の一つで、浅野はバスケットボール部の主将を務めた。
1920年、早稲田大学高等学院（早高）に入学。浅野は陸上競技部で同好者を集めてバスケットボールの練習を行い、アメリカ人英語教師スペンサーの指導を受けた。その後、早高にはほかにいくつかのバスケットボールチームが現れた（中山克己は建築科で、冨田毅郎は機械科でチームを結成した）。1922年に第二回全日本籠球選手権大会（現在の天皇杯・皇后杯全日本バスケットボール選手権大会）が開催されると、浅野は同志を集めて早高として出場した、これが早稲田のバスケットボールチームの初の対外試合となっている。
1923年に早稲田大学の体育会からの承認を受けバスケットボール部が創部した。設立メンバーには、李相佰、中山克己、冨田毅郎らがいた。1924年（大正13年）には立教大学・東京商科大学（一橋大学の前身）とともに全日本学生籠球連合（のち関東大学籠球聯合、現在の関東大学バスケットボール連盟）を組織し、学生リーグ戦を開始した。
1930年（昭和5年）の大日本バスケットボール協会の設立に尽力し、常任理事や競技委員を務めた。なお、1933年（昭和8年）時点では東京電燈に勤務している。
1936年ベルリンオリンピック（バスケットボールが正式種目となった最初の大会）では、バスケットボール日本代表の監督として参加した。
1942年（昭和17年）、大日本バスケットボール協会が創立10周年を記念して功労者を表彰した際には、「特別功労者」7名のうちの1人に挙げられた。
1963年バスケットボール世界選手権（現在のFIBAバスケットボール・ワールドカップ）では日本選手団長を務める。1965年には日本バスケットボール協会副会長を務める。1969年没。
2021年、日本バスケットボール殿堂は浅野を掲額者に選出した。